# Прапор Вознесенівки
Прапор Вознесенівки — офіційний символ разом з гербом міста Вознесенівка Луганської області, затверджений рішенням Червонопартизанської міської ради 16 вересня 2005 року.

## Використання прапора міста
Прапор міста підіймається поруч із державним прапором України на державних і приватних закладах і установах під час державних і місцевих свят. Прапор міста встановлюється праворуч або нижче від державного прапора.